# Torre de l'Ametlla
La Torre de l'Ametlla fou una torre de guaita i defensa situada dins del que avui és el poble de L'Ametlla de Mar.

## Història
La torre de l’Ametlla estava situada en un penya-segat vora la cala on avui hi ha la població de l’Ametlla de Mar. Estava equipada per tal de defensar la costa, amb dos canons. A les cartes de navegació l'anomenaven cala de l’Amenla, o de la Merla, si mes no des de les primeries del segle XV.
La Torre de l'Ametlla formava part en aquest tram de costa d'un seguit de torres de guaita i defensa, especialment contra els pirates. D'altres torres amb característiques similars que s'estenien pel litoral eren, cap al sud la Torre de l'Àliga (l'anomenen torre de l'Àlia, localment) encara dins al municipi de l'Ametlla, i la Torre de Cap-roig, al terme de l'Ampolla. Per la banda nord de la torre de l’Ametlla i havia el primitiu castell de Sant Jordi d'Alfama construït al segle xiii (avui pràcticament desaparegut) i la torre del Torn, ja al terme de Vandellòs i l'Hospitalet de l'Infant. Cap a l'interior es comunicava amb la Torre de les Guàrdies, que és al poble de el Perelló.
Quan es va erigir, aquesta contrada vora mar no tenia poblacions, i la seva funció com a torre de guaita era la vigilància de la franja costanera, contra l'arribada de vaixells corsaris per efectuar els saqueig a les poques masies interiors del territori o al poble del Perelló. Es comunicava amb senyals visuals amb la Torre de Sant Jordi, la Torre de l'Àliga, i la Torre de les Guàrdies que encara es conserva al Perelló.
Habitualment una familia hi residia i havia de tenir cura de la vigilància i manteniment de la torre.
Va ser bombardejada i ensorrada pels vaixells anglesos durant la Guerra del Francès, just quan feia pocs anys que al seu voltant s'hi havien començat a fer les cases que avui són el poble de l'Ametlla. Al 1850 encara hi quedaven restes, però amb la gran immigració arribada al municipi a finals del segle xix, van reutilitzar-se les pedres que quedaren en la construcció d'edificis.
Avui en dia no hi ha cap testimoni de la torre i la seva ubicació és poc segura, tot i que un dels carrers que conflueixen a la plaça on és l'església, s'anomenà carrer de la Torre fins ben entrat el segle xx, i és ben segur que el seu enclavament era en aquesta part de la vila, anomenada el "Pla".